# Boulengerula uluguruensis
Boulengerula uluguruensis é uma espécie de anfíbio gimnofiono da família Caeciliidae. É endémica da Tanzânia.